# Lapemis
Lapemis — рід отруйних змій родини Аспідові. Має 2 види.

## Опис
Загальна довжина коливається від 85 см до 1,1 м. Спостерігається статевий диморфізм — самиці більші за самців. Голова коротка, широка. Ростральний щиток великий. Їх може бути декілька. Тулуб короткий та широкий. Хвіст досить плаский. Особливість цих змій неподільні, маленькі черевні щитки. Види відрізняються поміж собою наявністю або відсутністю шипиків або колючок на черевній лусці.
Забарвлення коричневе, оливкове, сіре зі світлими численними смугами. Черево жовте, біле або кремове.

## Спосіб життя
Усе життя проводять у воді, трапляються на мілині, у мулі, лиманах. Активні у сутінках або вночі. Харчуються рибою, головоногими молюсками.
Отрута помірної токсичності, не становить загрози для людини.
Це живородні змії.

## Розповсюдження
Мешкають на півночі Індійського океану та заході Тихого океану.

## Види
- Lapemis curtus
- Lapemis hardwickii